# Zdeněk Bláha (Musiker)

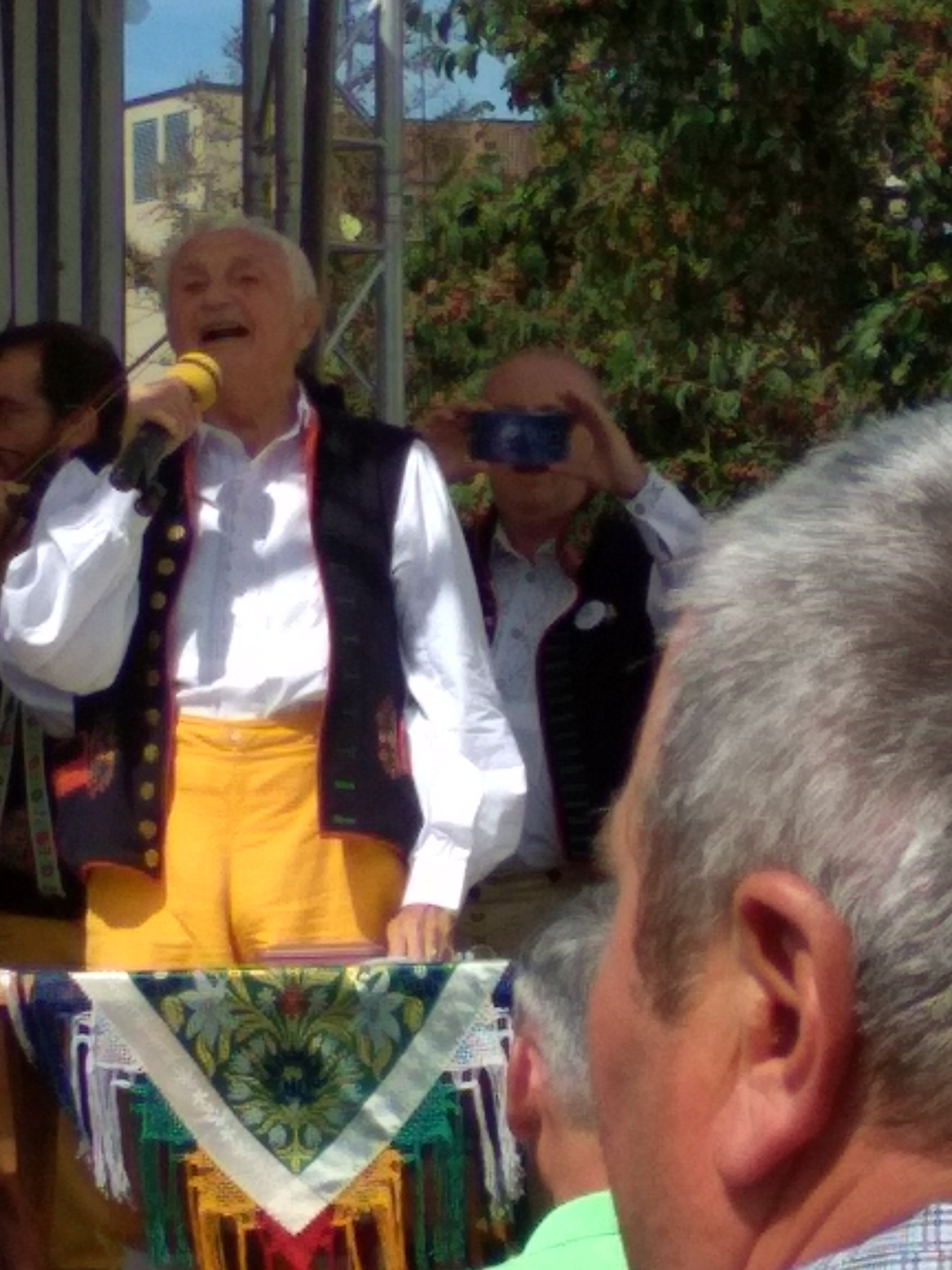
Zdeněk Bláha (2018)

Zdeněk Bláha (* 27. Dezember 1929 in Horní Bříza, Tschecho-Slowakische Republik) ist ein tschechischer Volksmusiker und Komponist.
Bláha studierte Volksmusik an der Musikakademie in Prag. Er spielte zunächst Violine, bevor er Anfang der 1960er Jahre zum Dudelsack wechselte. Er leitete Volksmusik- und Tanzensembles und war Musikredakteur des Tschechischen Rundfunks in Pilsen. Er komponierte und arrangierte Blas- und Volksmusik und verfasste Artikel über tschechische Volksmusik und Tänze. Bekannt wurde sein Weihnachts-Nocturno. Ursprünglich für drei Violinen komponiert wurde es für zahlreiche andere Besetzungen (u. a. Saxophon-, Klarinetten- und Flötentrio) bearbeitet.
Er war Gründer und Moderator der Folkloresendung Hrají a zpivavij Plzeňáci, die von 1958 bis 1998 ausgestrahlt wurde. Die Fortsetzung im Tschechischen Rundfunk Pilsen ist seit 1993 die halbstündigen Sendung Špalíček-Volkslieder.  1958 gründete er in Horní Bříz das Folkloreensemble Úsměv.

## Quelle
- Alliance Publications, Inc. - B - Bláha, Zdeněk

| Personendaten    | Personendaten                              |
| ---------------- | ------------------------------------------ |
| NAME             | Bláha, Zdeněk                              |
| KURZBESCHREIBUNG | tschechischer Volksmusiker und Komponist   |
| GEBURTSDATUM     | 27. Dezember 1929                          |
| GEBURTSORT       | Horní Bříza, Tschecho-Slowakische Republik |